# Nanna Salomon
Nanna Salomon (født: 17. oktober 1950) er en dansk lydbogsindlæser. 
Hun har været tilknyttet flere audio-forlag, bl.a. Audioteket, AV-forlaget Den Grimme Ælling, Danmarks Blindebibliotek og Biblioteksmedier.